# Cheffois
 (août 2010).
Si vous disposez d'ouvrages ou d'articles de référence ou si vous connaissez des sites web de qualité traitant du thème abordé ici, merci de compléter l'article en donnant les références utiles à sa vérifiabilité et en les liant à la section « Notes et références ».
Cheffois est une commune française située dans le département de la Vendée, en région Pays de la Loire.

## Géographie

### Localisation
Le territoire municipal de Cheffois s'étend sur 1 881 hectares. L'altitude moyenne de la commune est de 148 mètres, avec des niveaux fluctuant entre 75 et 199 mètres,.
Située à l'est du département de la Vendée au cœur du bocage, Cheffois est une petite commune d'environ 850 habitants rattachée au canton de La Châtaigneraie. Le bourg de Cheffois, environné à l'ouest par les rochers de Mouilleron et à l'est par la colline qui abrite une ancienne carrière, est niché dans une jolie vallée ombragée, dont le ruisseau rejoint un peu plus au sud le Loing, affluent de la rive gauche du Grand Lay.
En fait, la commune se situe dans une zone de transition entre le Haut-Bocage, où les altitudes dépassent régulièrement les 200 mètres, et le Bas-Bocage, à la topographie plus douce et aux altitudes plus modérées (autour de 100 mètres). Le point culminant de la commune est ainsi à rechercher au nord près des Ifs (199 m) alors que les rochers de Cheffois et de Mouilleron, qui représentent pourtant au sud d'imposantes barres topographiques qui contrastent avec la platitude du Bas-Bocage, ne culminent respectivement qu’à 194 m et 174 m (à la Dent Gaudin). Les sommets de ces buttes de quartzite n'en forment pas moins de remarquables belvédères qui, par un temps clair, offrent un panorama sur tout le bocage environnant. S'étendant sur 1 863 hectares, l'essentiel du territoire de la commune est aujourd'hui voué à une agriculture dynamique. Quelques bois et bosquets remplacent les prairies et les cultures dans les endroits les plus pentus des vallées, au sommet de la butte des carrières et des rochers de Mouilleron, ou encore autour du château de la Rousselière (Le Parc).
| Saint-Germain-l'Aiguiller (Mouilleron-Saint-Germain) | Réaumur                 | Saint-Pierre-du-Chemin |
| Mouilleron-en-Pareds (Mouilleron-Saint-Germain)      | Cheffois                | La Tardière            |
| Saint-Maurice-le-Girard                              | Saint-Maurice-le-Girard | La Tardière            |

### Géologie et relief
Tous les terrains géologiques représentés sur le territoire de la commune sont attribués à l'ère Primaire ou Paléozoïque. Cela nous renvoie à des périodes très anciennes, dans des environnements où la Terre n'était alors qu'un désert biologique, et donc probablement sans équivalent avec les conditions bioclimatiques qui peuvent exister actuellement.
Les terrains les plus anciens sont des schistes d'âge Cambrien Supérieur (~ 500 millions d’années). Ils affleurent principalement dans les environs du bourg sous la forme d’une ample boutonnière au cœur d'un long anticlinal de direction sud-armoricaine (anticlinal de la Châtaigneraie). Cette sédimentation, de nature essentiellement argileuse, paraît traduire le remplissage d'un bassin immergé par des matériaux détritiques issus des terres émergées environnantes, dans un contexte général d’ouverture océanique. Cet épisode est immédiatement suivi d'un important volcanisme explosif (Ignimbrites et Rhyolites de la Châtaigneraie), à la charnière du Cambrien et de l'Ordovicien.
Les grès armoricains, d'âge Arenigien (~ 465 millions d'années), sont transgressifs sur les terrains Cambriens. Cette appellation de « grès armoricain », du nom donné par des géologues du XIXe siècle qui ont décrit des roches identiques dans le nord et l'ouest du Massif Armoricain, sont en réalité de véritables quartzites. Cette roche, réputée très résistante, forme l'ossature des buttes des Rochers de Mouilleron, Cheffois et la Châtaigneraie qui ont ainsi été conservées par le jeu de l'érosion différentielle. La faible épaisseur (20 à 100 m), l'homogénéité lithologique et la grande extension de cette formation traduisent une période de stabilité dans un environnement paléogéographique de plate-forme sableuse immergée assez semblable à celle du centre et du nord du Massif armoricain pour la même période.
Au nord de l'anticlinal de la Châtaigneraie, dont les deux flancs sont soulignés par les bandes peu épaisses de grès armoricain, affleurent des terrains plus récents au sein d'un vaste synclinal (synclinal de Saint Prouant) qui occupe toute la partie nord du territoire de la commune. Ils correspondent d'abord aux schistes gris à noirs du Groupe de Réaumur d’âge Ordovicien moyen à Silurien (~ 410 à 465 millions d’années). Au Dévonien (~ 365 à 410 millions d’années) suit un dépôt de laves en milieu sous-marin (pillow-lavas) correspondant aux basaltes de la Meilleraie qui affleurent de manière continue, des Gardes à la Guérinère en passant par la Bauchère ou la Fromentinière. Ce nouvel épisode volcanique, qui évoque un contexte de bassin arrière-arc, serait lié au fonctionnement d'une zone de subduction. Une petite intrusion de granodiorite à grain fin d’âge indéterminé (probablement de la fin du Primaire) affleure au milieu de la formation volcanique dans les environs de la Sablière.
Après une longue période de stabilité relative au début de l'ère Primaire, des événements majeurs vont avoir lieu dans notre région à la fin du Primaire (~ 290 à 360 millions d’années). Ils correspondent à la formation d'une immense chaîne de montagnes, la « chaîne hercynienne », comparable à l'Himalaya actuel et qui occupait alors l'ensemble de l’Europe occidentale et centrale. Ces événements vont avoir pour conséquence d’engendrer d'importantes déformations sur les roches, sous le jeu des contraintes imposées par la tectonique des plaques. Les roches de la région vont ainsi se plisser, à l'origine du redressement des terrains géologiques, et/ou se fracturer. C'est cette structuration « hercynienne » qui est à l'origine de la disposition des roches qui composent actuellement le sous-sol de la commune.

### Climat
Pour des articles plus généraux, voir Climat des Pays de la Loire et Climat de la Vendée.
En 2010, le climat de la commune est de type climat océanique franc, selon une étude du CNRS s'appuyant sur une série de données couvrant la période 1971-2000. En 2020, Météo-France publie une typologie des climats de la France métropolitaine dans laquelle la commune est exposée à un climat océanique et est dans une zone de transition entre les régions climatiques « Bretagne orientale et méridionale, Pays nantais, Vendée » et « Poitou-Charentes ».
Pour la période 1971-2000, la température annuelle moyenne est de 11,6 °C, avec une amplitude thermique annuelle de 14,3 °C. Le cumul annuel moyen de précipitations est de 875 mm, avec 12,6 jours de précipitations en janvier et 6,8 jours en juillet. Pour la période 1991-2020, la température moyenne annuelle observée sur la station météorologique de Météo-France la plus proche, sur la commune de Scillé à 19 km à vol d'oiseau, est de 12,1 °C et le cumul annuel moyen de précipitations est de 954,6 mm,. Pour l'avenir, les paramètres climatiques de la commune estimés pour 2050 selon différents scénarios d'émission de gaz à effet de serre sont consultables sur un site dédié publié par Météo-France en novembre 2022.

## Urbanisme

### Typologie
Au 1er janvier 2024, Cheffois est catégorisée commune rurale à habitat dispersé, selon la nouvelle grille communale de densité à sept niveaux définie par l'Insee en 2022.
Elle est située hors unité urbaine. Par ailleurs la commune fait partie de l'aire d'attraction de La Châtaigneraie, dont elle est une commune de la couronne,. Cette aire, qui regroupe 10 communes, est catégorisée dans les aires de moins de 50 000 habitants,.

### Occupation des sols
L'occupation des sols de la commune, telle qu'elle ressort de la base de données européenne d’occupation biophysique des sols Corine Land Cover (CLC), est marquée par l'importance des territoires agricoles (89,1 % en 2018), en diminution par rapport à 1990 (92,4 %). La répartition détaillée en 2018 est la suivante : 
terres arables (45,1 %), zones agricoles hétérogènes (26,8 %), prairies (17,2 %), forêts (5,6 %), zones urbanisées (5,3 %). L'évolution de l’occupation des sols de la commune et de ses infrastructures peut être observée sur les différentes représentations cartographiques du territoire : la carte de Cassini (XVIIIe siècle), la carte d'état-major (1820-1866) et les cartes ou photos aériennes de l'IGN pour la période actuelle (1950 à aujourd'hui).

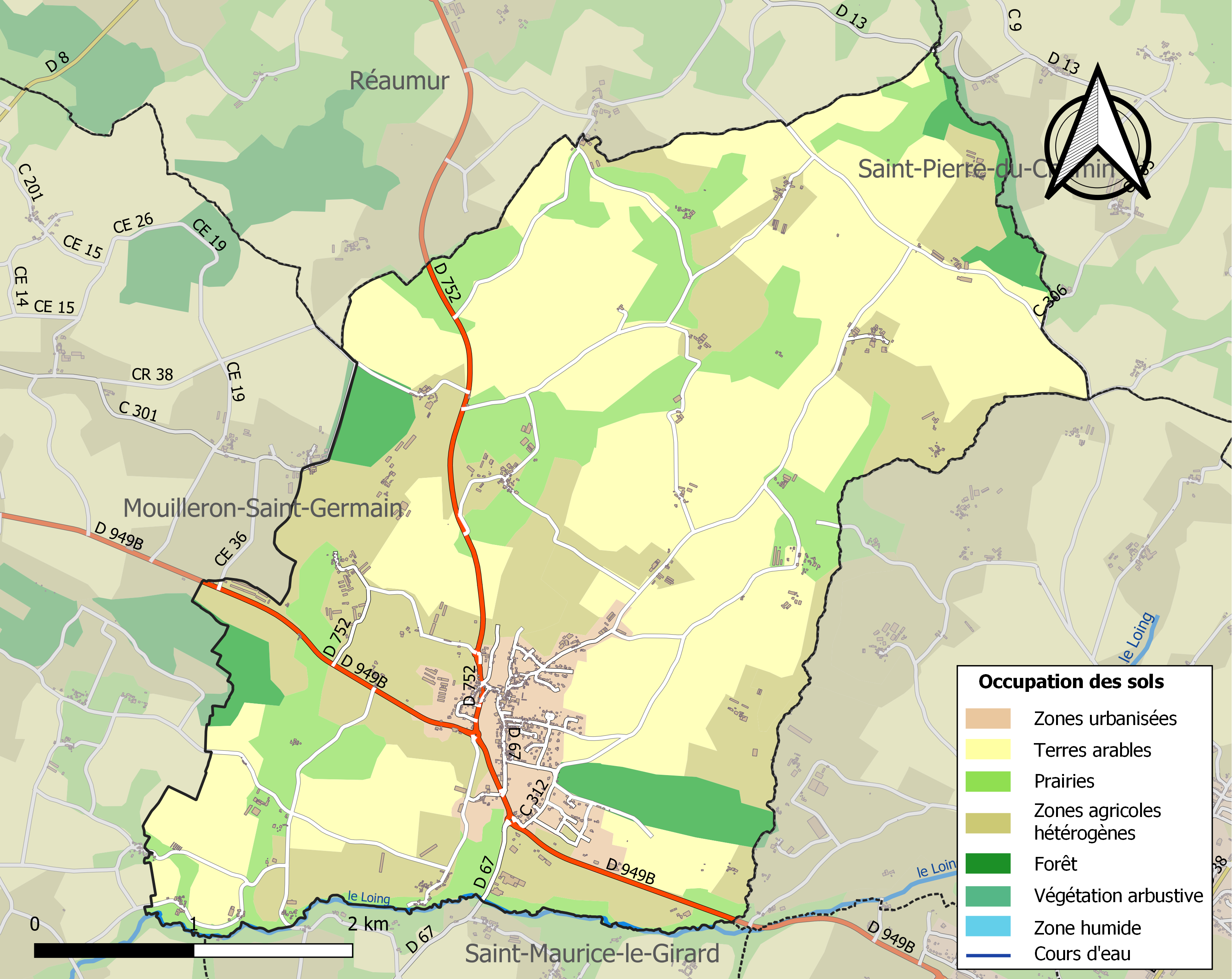
Carte des infrastructures et de l'occupation des sols de la commune en 2018 (CLC).

## Toponymie
En poitevin, la commune est appelée Chefoes.

## Histoire
Les premières traces de civilisation sur la commune de Cheffois datent du Néolithique (il y a environ 4 à 7000 ans). En effet, nos ancêtres du Néolithique nous ont laissé de nombreux témoignages (outils, armes, etc.). Mais la commune de Cheffois est surtout connue pour son polissoir, celui de la Vésinière, et pour son dolmen de la Pierre-qui-Vire qui représentent là deux magnifiques témoins de la période préhistorique. Au cours des derniers siècles av. J.-C., les Celtes envahirent notre région. Même si nous ne retrouvons aujourd'hui aucune trace de la civilisation gauloise, sans doute parce que ceux-ci utilisaient le bois plutôt que la pierre comme matériau de construction, le Rocher de Cheffois, au pied duquel le bourg actuel s'est ensuite établi, dut servir d'oppidum ou de centre d'assemblée cultuelle à ces populations primitives qui trouvèrent là un point de défense naturel admirablement situé. Les traces de la civilisation romaine sont un peu plus nombreuses, en particulier à l'emplacement du bourg actuel aux environs de l'église qui elle-même devait se situer autrefois au milieu d'une véritable enceinte. En atteste la découverte de tuiles à rebords, typiques des toitures romaines, et un vase funéraire en terre blanche, du IVe siècle, découvert dans un cimetière de l'époque, près du presbytère. Nous savons aussi que la voie romaine qui reliait Poitiers à Nantes ou plus exactement Rom près de Poitiers à Durinum, l'actuel Saint-Georges-de-Montaigu, traversait notre commune. Son tracé, bien connu, longeait toute la ligne de hauteurs de la Gâtine des Deux-Sèvres et du Haut-Bocage vendéen. Une autre branche venant de Saint-Pierre-du-Chemin allait vers Sigournais par le Talud en passant par le nord de la commune, près des Ifs et de la Boisselière. Des tours à signaux ont probablement existé sur le parcours de cette voie antique, comme la toponymie voudrait parfois le laisser entendre (Les Gardes). Pour terminer sur les principaux témoignages de la période antique, il faut signaler de nombreux souterrains refuges sur tout le territoire de la commune, notamment au centre du bourg où l'on a reconnu un souterrain voûté sur une centaine de mètres, entre l'église et l'ancien prieuré. La plupart de ces souterrains, en général non voûtés et situés en plein champ à l'emplacement d'antiques habitations, servirent de refuges ponctuels pendant l’époque barbare du IVe au IXe siècle.
Si Cheffois a été marquée très tôt par l'empreinte de la civilisation celte, puis romaine, ce coin de territoire dut également de bonne heure être conquis à l'Évangile. En effet, le christianisme, tout en respectant les croyances locales et les lieux sacrés qu'accompagnent les légendes, réussit facilement[non neutre] à conquérir l'endroit où fut bâtie très tôt l’une des églises les plus anciennes de Vendée (IIIe ou IVe siècle), avant que celle-ci ne soit remplacée par l'église actuelle dont une partie remonte seulement à la fin du XIIIe siècle. Au début de l'époque chrétienne, Cheffois était un point fortifié qui joua un rôle important, et son église actuelle est un superbe témoin de cette puissance qui commença en fait véritablement par la création d’un prieuré de l'ordre de Saint-Benoît par l’abbaye de Mauléon, et qui a ensuite faibli peu à peu.
Pendant la période médiévale, il semble que les premiers seigneurs de Cheffois s'installèrent à quelque distance seulement de l'église, à La Court, première maison seigneuriale de l'endroit, dont les vestiges semblent dater de la fin du XVe ou du début du XVIe siècle. Cependant, l'établissement des premiers seigneurs remonterait à une période beaucoup plus ancienne (Xe ou XIe siècle), une partie de la seigneurie s'installant alors à la Rousselière, qui doit son nom à un certain Rousseau, l'un des plus anciens possesseurs de ce domaine. Puis le château de la Rousselière appartint ensuite longtemps à la famille Rouault, originaire des environs de Pouzauges, et dont on peut suivre en partie la filiation à l’aide des blasons placés sur diverses parties des voûtes de l'église.
Cheffois n'échappa pas aux bouleversements induits par la Révolution comme dans le reste du bocage vendéen insurgé. En 1793, Cheffois passa plusieurs fois des mains des Républicains à celles des insurgés vendéens qui établissaient leur camp au sommet du Rocher de Cheffois. Avec le passage des colonnes infernales républicaines, le bourg, les villages et les fermes furent en grande partie détruits. En 1794, la toiture de l'église fut incendiée et l'édifice restera sans couverture jusqu’en 1807, date à laquelle on profita des travaux pour diminuer de quatre mètres la hauteur des murs et du clocher, ce qui modifia sensiblement la silhouette du bâtiment et lui donna cette allure trapue et ramassée que nous lui connaissons.

## Politique et administration

### Liste des maires
| Période                                  | Période  | Identité             | Étiquette | Qualité                             |
| ---------------------------------------- | -------- | -------------------- | --------- | ----------------------------------- |
| 1900                                     | 1921     | Émile Rousseau       |           |                                     |
| 1921                                     | 1925     | Lucien Rousseau      |           |                                     |
| 1925                                     | 1928     | Émile Rousseau       |           |                                     |
| 1928                                     | 1934     | Julien Bourasseau    |           |                                     |
| 1934                                     | 1944     | Auguste Sireau       |           |                                     |
| 1944                                     | 1945     | Adrien Sionnet       |           |                                     |
| 1945                                     | 1958     | Aristide Croué       |           |                                     |
| 1958                                     | 1965     | Georges Chevallereau |           |                                     |
| 1965                                     | 1989     | Gabriel Baty         |           |                                     |
| 1989                                     | 2001     | Georges Ripaud       |           |                                     |
| 2001                                     | 2014     | Dominique Baudry     |           |                                     |
| 2014                                     | En cours | Jean-Marie Giraud    |           | agriculteur propriétaire exploitant |
| Les données manquantes sont à compléter. |          |                      |           |                                     |

## Population et société

### Démographie

#### Évolution démographique
L'évolution du nombre d'habitants est connue à travers les recensements de la population effectués dans la commune depuis 1793. Pour les communes de moins de 10 000 habitants, une enquête de recensement portant sur toute la population est réalisée tous les cinq ans, les populations de référence des années intermédiaires étant quant à elles estimées par interpolation ou extrapolation. Pour la commune, le premier recensement exhaustif entrant dans le cadre du nouveau dispositif a été réalisé en 2005.

En 2022, la commune comptait 1 002 habitants, en évolution de +2,24 % par rapport à 2016 (Vendée : +5,33 %, France hors Mayotte : +2,11 %).
| 1793  | 1800 | 1806 | 1821 | 1831 | 1836 | 1841 | 1846  | 1851  |
| ----- | ---- | ---- | ---- | ---- | ---- | ---- | ----- | ----- |
| 1 080 | 918  | 653  | 897  | 961  | 957  | 959  | 1 003 | 1 009 |

| 1856  | 1861  | 1866  | 1872  | 1876  | 1881  | 1886  | 1891  | 1896  |
| ----- | ----- | ----- | ----- | ----- | ----- | ----- | ----- | ----- |
| 1 036 | 1 034 | 1 065 | 1 126 | 1 163 | 1 194 | 1 243 | 1 213 | 1 180 |

| 1901  | 1906  | 1911  | 1921 | 1926  | 1931  | 1936  | 1946  | 1954  |
| ----- | ----- | ----- | ---- | ----- | ----- | ----- | ----- | ----- |
| 1 120 | 1 219 | 1 075 | 982  | 1 040 | 1 017 | 1 030 | 1 026 | 1 023 |

| 1962 | 1968 | 1975 | 1982 | 1990 | 1999 | 2005 | 2006 | 2010 |
| ---- | ---- | ---- | ---- | ---- | ---- | ---- | ---- | ---- |
| 905  | 799  | 758  | 764  | 816  | 821  | 888  | 901  | 964  |

| 2015 | 2020  | 2022  | - | - | - | - | - | - |
| ---- | ----- | ----- | - | - | - | - | - | - |
| 987  | 1 002 | 1 002 | - | - | - | - | - | - |

#### Pyramide des âges
En 2018, le taux de personnes d'un âge inférieur à 30 ans s'élève à 36,2 %, soit au-dessus de la moyenne départementale (31,6 %). À l'inverse, le taux de personnes d'âge supérieur à 60 ans est de 24,8 % la même année, alors qu'il est de 31,0 % au niveau départemental.
En 2018, la commune comptait 509 hommes pour 476 femmes, soit un taux de 51,68 % d'hommes, largement supérieur au taux départemental (48,84 %).
Les pyramides des âges de la commune et du département s'établissent comme suit.
| Hommes | Classe d’âge | Femmes |
| ------ | ------------ | ------ |
| 0,6    | 90 ou +      | 1,2    |
| 5,6    | 75-89 ans    | 7,2    |
| 18,7   | 60-74 ans    | 16,1   |
| 18,9   | 45-59 ans    | 20,0   |
| 19,1   | 30-44 ans    | 20,2   |
| 15,3   | 15-29 ans    | 14,7   |
| 21,8   | 0-14 ans     | 20,5   |

| Hommes | Classe d’âge | Femmes |
| ------ | ------------ | ------ |
| 0,8    | 90 ou +      | 2,2    |
| 8,7    | 75-89 ans    | 11,1   |
| 20,3   | 60-74 ans    | 21,3   |
| 20     | 45-59 ans    | 19,4   |
| 17,5   | 30-44 ans    | 16,8   |
| 15     | 15-29 ans    | 13,2   |
| 17,7   | 0-14 ans     | 16,1   |

### Manifestations culturelles et festivités
- La Bouillie à Sosso, festival musical solidaire, à tendance pop-rock et chanson française[22]. Créé en 2002, il a lieu le premier samedi du mois d'août et réunit environ 3 000 personnes[23]. Grâce à un partenariat avec la Banque alimentaire, les festivaliers qui font don de boîtes de conserve repartent avec des « tickets conso » à utiliser pendant le festival[24].

## Culture locale et patrimoine

### Lieux et monuments
- Église Saint-Pierre de Cheffois, église gothique fortifiée datant des XIIIe et XVe siècles (classée monument historique le 17 mai 1982.
- Pierre-qui-vire, dolmen classé au titre des monuments historiques en 1924[25].
- Polissoir de la Vésinière, polissoir classé au titre des monuments historiques en 1926[26].
- Château de la Rousselière, manoir datant des XVIIIe et XIXe siècles, situé à l'emplacement de l'ancien château fortifié du XIVe siècle dont les seuls vestiges sont représentés par les douves et une vieille tourelle.
- Logis de la Girardière, logis vendéen datant des XVe et XVIe siècles et sa chapelle Notre-Dame.
- Rocher de Cheffois, ancienne carrière de quartzite inondée et recolonisée par la végétation, et sa chapelle datant de 1863. En plus de la beauté offerte par les parois rocheuses qui dominent le plan d'eau, le touriste appréciera les nombreux sentiers aménagés qui ont été mis à sa disposition par le conseil général de la Vendée.

### Personnalités liées à la commune
- Lucien Rousseau (1875-1951), propriétaire terrien et marchand de bois, maire de Cheffois et membre de la Société préhistorique française[27].
- Georges Clemenceau, né le 28 septembre 1841 dans la commune limitrophe de Mouilleron-en-Pareds, mort le 24 novembre 1929 à Paris, homme politique français majeur du début du XXe siècle dit Le Tigre.
- Maréchal de Lattre de Tassigny, né le 2 février 1889 également à Mouilleron-en-Pareds, mort le 11 janvier 1952 à Paris, militaire, maréchal de France.
- Selon une tradition orale bien vivace, saint Louis-Marie Grignion de Montfort aurait séjourné à la Fontaine du Bois de la Taluchère vers 1712-1715.